# Експертні методи оцінювання
Експертні методи оцінювання — здійснюються в єдності з іншими методами оцінювання і поділяють на кількісні та якісні.

## Рівні експертних оцінювань

### Вправи дилетантів
Низький за кваліфікаційним рівнем та називається «вправи дилетантів». Сутність його в тому, що будь-яке педагогічне явище (методична розробка, інноваційні технології, інтерактивний метод навчання, нетрадиційна форма навчання або виховання тощо) пропонується оцінити членам педколективу, які не мають високої кваліфікації;

### Мозковий штурм
Середній — називається «мозковий штурм», що означає: оцінювання здійснюють педагоги високої кваліфікації, але які не виконували функції управлінців;

### Оцінка експертів
Високий — здійснюють експерти, тому вони не тільки мають достатній досвід управлінської діяльності, а й у процесі оцінювання «проєктів» (попередніх прогнозів) чи здобутих результатів у певній діяльності вміють використовувати широкий арсенал як кількісних, так і якісних методів оцінювання.

## Індивідуальні та групові експертні оцінки

### Використання індивідуальних оцінок
Важливо брати до уваги не тільки величину та якість інформації, а й особливості тієї особи, яка проводить експертну оцінку. Тобто для постановки задачі вибору необхідно знати: хто приймає рішення і які їхні цілі;

### Експертні методи колективної оцінки можна розділити на такі групи

#### Метод експертних оцінок«Дельфі»
Клас методів групових експертних оцінок, які вперше застосовувались у США в 1964 р. Суть методу полягає в послідовному анкетуванні думок експертів з різних галузей. У кожній анкеті міститься інформація, яка одержана з попередніх анкет (можливим є декілька кіл таких анкет). Мета методу — створення детально скоригованої програми послідовних індивідуальних опитувань, спрямованих на зменшення групового впливу, який виникає при взаємній роботі спеціалістів. Основні принципи полягають в анонімності опитувань. Аналітики обробляють інформацію на кожному етапі опитування експертів з метою зблизити думки, точки зору на досліджене питання. Разом з тим цей метод не передбачає досягнення повної єдності думок. Завдяки письмовій формі опитування знижується фактор навіювання чи пристосування до думок більшості. Опитування експертів проводиться в декілька турів. Під час кожного туру експерти повинні дати оцінку якомусь певному явищу. Наприклад, треба було у дванадцятибальній системі оцінити стан превентивного виховання. Семеро експертів поставили різні оцінки. Тоді всі оцінки необхідно поставити за порядком спадання. Потім знайти медіану.
Медіаною є оцінка 5, що вважається отриманою в результаті першого туру опитування. Далі свої оцінки повинні обґрунтувати експерти, які поставили найвищий та найнижчий бали. Причому експерти не повинні знати, яку оцінку і хто поставив. З їхніми висновками ознайомлюють інших експертів. Далі проводиться повторне оцінювання. Подібна процедура дозволяє спеціалістам у разі необхідності змінити свою оцінку, беручи до уваги обставини, що виявили експерти, які поставили найвищу та найнижчу оцінки. Завдяки цьому результат другого та наступних опитувань дають менший розрив у оцінках. Після кожного туру проводиться ранжування оцінок і виявляється медіана. У кінці оцінки будуть максимально наближені. Метод Дельфі дозволяє отримати більш надійні групові оцінки, ніж у випадку знаходження середнього арифметичного оцінок або колективного обговорення. До недоліків методу відноситься те, що взаємовплив експертів абсолютно виключити неможливо.

#### Метод програмного прогнозування
Запропонований В. М. Глушковим і являє собою сполучення методів «Дельфі та ПЕРТ». Служить для визначення ймовірності настання подій та оцінки ймовірного часу їхнього настання.

#### Метод евристичного прогнозування
Полягає в отриманні та спеціальній обробці прогностичних оцінок об'єкта шляхом систематичного опитування експертів, висококваліфікованих у вузькій галузі науки, техніки, педагогіки чи виробництва.

#### Метод колективної генерації ідей
Метод «мозкової атаки» — лавиноподібний процес, коли проголошена ідея породжує або творчу, або критичну позитивну реакцію (негативна реакція забороняється).

#### Метод кваліметрії
Метод кількісного оцінювання, який має на меті формалізувати якісні характеристики відповідних явищ і процесів через їхній розподіл на простіші, визначити їхній нормативний чи стандартний перебіг через систему критеріїв — показників діяльності (розвитку) творчого процесу чи явища (Г. Дятлова). Цілісне явище характеризується окремими факторами або компонентами. Кожний компонент подається рядом простих властивостей — критеріїв, що виражають властивості педагогічного явища на нижчому рівні.